# 中村公治
中村 公治（なかむら こうじ、1981年5月6日 - ）は、兵庫県明石市出身の元プロ野球選手（外野手）。右投右打。
愛称は「コーちゃん」「デビルマン」「ハム」など。

## 来歴・人物

### プロ入り前
滝川第二高等学校では、福沢卓宏（元・中日）らとともに3年時に春夏連続で甲子園に出場している。夏の甲子園1回戦では、後に中日で同僚となる東邦高等学校の朝倉健太からサヨナラ打を放っている。
高校卒業後は東北福祉大学に進学し、外野手に転向して主将としてチームを引っ張った。1番を打ち、4年時の全日本大学選手権では準々決勝で決勝本塁打を放つ。最多盗塁2回、ベストナインに3回選出。
2003年のプロ野球ドラフト会議において、中日ドラゴンズから5位で指名され入団した。背番号は25。

### プロ入り後
2004年、就任したばかりの監督の落合博満からルーキーながら「右の4番候補」として期待され、6月中旬に一軍昇格。6月12日の対ヤクルト戦では初出場初スタメン（6番・左翼手）で初安打（二塁打）を放ち、6月16日での広島戦では延長10回表に決勝打となる2点タイムリーも放った。
2005年は二軍で打率.292、7本塁打をマークし、長打力をアピールした。
2006年も二軍で打率.283を記録している。オフに新たに入団した新井良太が背番号25を付けることになったため、56に変更した。
2007年シーズンは、6月14日の対楽天戦で、試合前に負傷したタイロン・ウッズの代わりにスタメン入り、さらに4番に抜擢され、第一打席ではタイムリーヒットを放った。同年の日本シリーズでは出場資格者になった。
2008年は2軍で10本塁打を打つなど活躍したが、一軍での出番は一打席のみに終わった。
2009年は5月に1度だけ出場選手登録され、4試合に出場したが、その後抹消されてそのまま一軍に上がることができず、11月2日に球団から戦力外通告を受けた。一度は引退を決意したものの、妻の説得を受け12球団合同トライアウトに参加。「これで駄目なら潔く引退する」と決意してトライアウトに臨んだ。しかし5打席無安打3三振という結果に終わり、他球団からのオファーはなく、結局引退することになった。
引退後は一般企業に就職する傍ら、少年硬式野球（ボーイズリーグ）の金岡ボーイズでコーチを務めている。

## 選手としての特徴
長打力のある大型外野手で、将来の主軸打者を期待されていた。50m6秒0の俊足も魅力である。
2005年以降は守備の時だけゴーグルを着用する場面も見られたが、右目の深視力（遠近感）がずれているためである。

## 詳細情報

### 年度別打撃成績
| 年 度     | 球 団     | 試 合 | 打 席 | 打 数 | 得 点 | 安 打 | 二 塁 打 | 三 塁 打 | 本 塁 打 | 塁 打 | 打 点 | 盗 塁 | 盗 塁 死 | 犠 打 | 犠 飛 | 四 球 | 敬 遠 | 死 球 | 三 振 | 併 殺 打 | 打 率 | 出 塁 率 | 長 打 率 | O P S |
| --------- | --------- | ----- | ----- | ----- | ----- | ----- | -------- | -------- | -------- | ----- | ----- | ----- | -------- | ----- | ----- | ----- | ----- | ----- | ----- | -------- | ----- | -------- | -------- | ----- |
| 2004      | 中日      | 16    | 46    | 43    | 4     | 10    | 2        | 0        | 0        | 12    | 2     | 0     | 1        | 0     | 0     | 3     | 0     | 0     | 9     | 1        | .233  | .283     | .279     | .562  |
| 2005      | 中日      | 20    | 32    | 29    | 4     | 4     | 0        | 1        | 0        | 6     | 3     | 0     | 1        | 0     | 0     | 3     | 0     | 0     | 8     | 0        | .138  | .219     | .207     | .426  |
| 2006      | 中日      | 4     | 4     | 4     | 0     | 1     | 0        | 0        | 0        | 1     | 0     | 0     | 0        | 0     | 0     | 0     | 0     | 0     | 2     | 1        | .250  | .250     | .250     | .500  |
| 2007      | 中日      | 16    | 36    | 29    | 1     | 4     | 0        | 0        | 0        | 4     | 1     | 0     | 1        | 4     | 0     | 3     | 0     | 0     | 7     | 0        | .138  | .219     | .138     | .357  |
| 2008      | 中日      | 1     | 1     | 1     | 0     | 0     | 0        | 0        | 0        | 0     | 0     | 0     | 0        | 0     | 0     | 0     | 0     | 0     | 1     | 0        | .000  | .000     | .000     | .000  |
| 2009      | 中日      | 4     | 4     | 2     | 1     | 0     | 0        | 0        | 0        | 0     | 0     | 0     | 0        | 1     | 0     | 0     | 0     | 1     | 1     | 0        | .000  | .000     | .000     | .000  |
| 通算：6年 | 通算：6年 | 61    | 123   | 108   | 10    | 19    | 2        | 1        | 0        | 23    | 6     | 0     | 3        | 5     | 0     | 9     | 0     | 1     | 28    | 2        | .176  | .239     | .213     | .452  |

### 記録
- 初出場・初先発出場：2004年6月12日、対ヤクルトスワローズ10回戦（秋田こまちスタジアム）、6番・左翼手として先発出場
- 初打席：同上、2回表に石川雅規の前に遊ゴロ
- 初安打：同上、4回表に石川雅規から二塁打
- 初打点：2004年6月16日、対広島東洋カープ12回戦（広島市民球場）、10回表に澤崎俊和から右越2点適時二塁打

### 背番号
- 25 （2004年 - 2005年）
- 56 （2006年 - 2009年）